# Clay City (Kentucky)
Clay City – miasto w Stanach Zjednoczonych, w stanie Kentucky, w hrabstwie Powell.